# Nowy Zagór
Nowy Zagór (niem. Boberhöh, Deutsch Sagar) – wieś w Polsce, położona w województwie lubuskim, w powiecie krośnieńskim, w gminie Dąbie.
Wzmianka o wsi Sagor theutonicale pojawiła się około 1300 roku, a o miejscowym proboszczu w 1376 roku. Z rodem von Knobelsdorff wiąże się najstarsza historia wsi. Hans, przedstawiciel tego rodu otrzymał wieś w 1496 roku w formie lenna od księcia Jana brandenburskiego. Obecność Hansa w Nowym Zagorze odnotowano jeszcze w 1501 roku, a w 1530 wzmiankowano braci Christopha i Nickela von Knobelsdorffów. Jednym z następnych właścicieli wsi tego rodu był Zachariasz odnotowany w 1626 roku. Majątek przeszedł na własność baronów von Rheinbaben w 1815 roku. Carl Sittig był wymieniany w 1879 roku jako właściciel dóbr.
W latach 1975–1998 miejscowość administracyjnie należała do województwa zielonogórskiego.

## Zabytki
Do wojewódzkiego rejestru zabytków wpisane są:
- kościół, obecnie filialny rzymskokatolicki pod wezwaniem Antoniego Padewskiego, który został zbudowany w latach 1882–1886, a zastąpił szachulcową świątynię z 1701 roku[8]. Korpus budowli założony na planie prostokąta. Od zachodu przylega węższe, trójboczne prezbiterium z aneksami natomiast od wschodu wieża[8]. Kruchta z wejściem głównym znajduje się przy elewacji północnej, a kościół otaczają przypory. W oknach zachowały się zabytkowe witraże wykonane w pierwszej ćwierci XX wieku[8]
- cmentarz ewangelicki, z XVIII-XX wieku:
  - pomnik ofiar I wojny światowej
  - ogrodzenie
- średniowieczny krzyż pokutny, typu łacińskiego z granitu[9], który pochodzi z XIV–XVI wieku[8]. Podobno jego historia związana jest z legendą krzyża w Ochli - został ufundowany przez wdowę Vetter po zabitym w Ochli owczarzu, stoi przy murze otaczającym kościół.

## Demografia
Liczba mieszkańców miejscowości w poszczególnych latach:
| Rok  | Ilość mieszkańców |
| ---- | ----------------- |
| 1998 | 248               |
| 2002 | 265               |
| 2009 | 308               |
| 2011 | 302               |
| 2021 | 307               |